# Olimp
Olimp (antički grčki Ὄλυμπος, moderni grčki Όλυμπος, Olympos) planina je u Grčkoj na kojoj su, prema grčkoj mitologiji, živjeli bogovi. Olimp je i najviša planina u Grčkoj visoka 2917,72 m, a nalazi se u Tesaliji.
Najviši vrh Olimpa jest Mitikas (Μύτικας, Mytikas), što na grčkome znači 'nos'. Mitikas je najviši vrh u Grčkoj, a na nju se penje iz grada Litohoro (Λιτόχωρο, Litóhōro) koji je zbog svoje lokacije znan i kao Grad Bogova. Na Olimpu postoji 46 vrhova viših od 2000 i 47 viših od 1000 metara nadmorske visine.
Olimp je poznat po bogatoj flori s oko 1500 biljnih vrsta, od čega su 23 endemske vrste. Od 1983. pod zaštitom je UNESCO-a, a sama je planina nacionalni park.
Prvi zabilježen pokušaj osvajanja Olimpa bio je 1862., ali to nije pošlo za rukom istraživaču Heinrichu Bartu. Ljudska je noga na vrh Olimpa kročila tek 2. kolovoza 1913., a u ekspediciji su bili Grk Christos Kakalos iz Litohora te Švicarci Frederic Boissonas i Daniel Baud-Bovy.

## Mitologija
U grčkoj mitologiji Olimp je dom dvanaest olimpijskih bogova: Zeusu, Heri, Posejdonu, Aresu, Hermesu, Hefestu, Afroditi, Ateni, Apolonu i Artemidi koji su uvijek bili na Olimpu. Bogova nikad nije bilo više od dvanaest, ali su se izmjenjivali još i sljedeći: Heba, Helije, Hestija, Demetra, Dioniz, Had i Perzefona.
Kad je Geja rodila Titane, rabili su grčke planine kao tronove jer su bili ogromni, a vrhovni je Kron sjedio na Olimpu.
Grci su smatrali da se na njemu nalaze kristalne palače u kojima žive bogovi. Ulaz u Olimp bila su velika vrata od oblaka. Palače su sagradili Titani Kiklopi, a umjetničke je predmete i sprave načinio i iskovao Hefest. Zeusove i Herine odaje bile su na južnome kraju Olimpa te su otuda mogli gledati na Atenu, Tebu, Spartu, Korint, Arg i Mikenu. Na sjevernome kraju koji je gledao prema Makedoniji nalazile su se kuhinja, prostorija za gozbe, oružarnica i radionice. U sredini su živjeli ostali bogovi. Postojale su i druge prostorije za ostala božanstva, a također i svojevrsni zoološki vrtovi gdje su bogovi čuvali svoje svete životinje. Unutar Olimpa bogovi su živjeli, spavali, sudili, a hranili su se ambrozijom i nektarom, dok ih je zabavljao Apolon svirajući liru.